# 완쯔량
완쯔량(萬梓良, 만재량, 영문명은 Alex Man, 1957년 7월 25일 ~ )은 중화인민공화국 홍콩 특별행정구의 남성 영화배우, 텔레비전 연기자이다. 중화인민공화국 광둥성 광저우에서 출생하였며 지난날 한때 중화인민공화국 광둥성 선전에서 잠시 유아기를 보낸 적이 있다. 그는 하카계 출신이다.

## 생애
1977년 홍콩의 텔레비전 드라마에서 연기자로 첫 데뷔하였고 1979년 홍콩 영화 《풍겁(瘋劫)》으로 영화배우 데뷔하였다.

## 같이 보기
- 웨화
- 텐뉴
- 톈니